# Derrick Coleman
Derrick D. Coleman (ur. 21 czerwca 1967 w Mobile) – amerykański koszykarz, występujący na pozycjach silnego skrzydłowego lub środkowego, mistrz świata z 1994 (1994), debiutant roku NBA oraz uczestnik meczu gwiazd NBA.
W 1986 wystąpił w meczu gwiazd amerykańskich szkół średnich - McDonald’s All-American.

## Osiągnięcia
Na podstawie, o ile nie zaznaczono inaczej.

### NCAA
- Wicemistrz NCAA (1987)
- Uczestnik rozgrywek:
  - Elite Eight turnieju NCAA (1987, 1989)
  - Sweet Sixteen (1987, 1989, 1990)
  - turnieju NCAA (1987–1990)
- Mistrz:
  - turnieju Big East (1988)
  - sezonu regularnego konferencji Big East (1987, 1990)
- Koszykarz Roku:
  - NCAA według Basketball Times (1990)
  - Konferencji Big East (1990)[5]
- Debiutant Roku Konferencji Big East (1987)[6]
- Zaliczony do:
  - I składu:
    - All-American (1990)
    - Big East (1988–1990)
    - turnieju:
      - NCAA Final Four (1987)[7]
      - Big East (1990)

  - II składu All-American przez UPI (1989)
  - III składu All-American przez NABC (1989)

### NBA
- Finalista NBA (2001)[8]
- Uczestnik meczu gwiazd NBA (1994)
- Debiutant Roku NBA (1991)[2]
- Wybrany do:
  - I składu debiutantów NBA (1991)[9]
  - III składu NBA (1993, 1994)[10]
- 3-krotny debiutant miesiąca NBA (listopad 1990, styczeń 1991, kwiecień 1991)[11]
- Lider play-off w średniej zbiórek (1994)[12]

### Kadra
- Mistrz świata (Toronto - 1994)[1]